# Orient Express (1934)
Orient Express ist ein US-amerikanischer Spielfilm aus dem Jahre 1933 von Paul Martin, dessen einzige Hollywoodproduktion dies war. Die Geschichte hatte die Romanvorlage Stamboul Train (1932) von Graham Greene.

## Handlung
Die finanziell abgebrannte, junge Tänzerin Coral Musker hat schon seit geraumer Zeit nichts mehr gegessen und fällt in Ohnmacht, kurz nachdem sie in Oostende den Orient Express betreten hat. Sie will nach Konstantinopel reisen, um dort Arbeit zu finden. Coral wird von einem Arzt in die Erste Klasse gebracht, wo man sich um sie kümmert. Beim Halt in Köln enttarnt die US-Reporterin Mabel Warren den Lebensretter als Dr. Richard Czinner, einen exilierten politischen Führer Jugoslawiens, der vor fünf Jahren aus politischen Gründen zum Tode verurteilt wurde. In der Hoffnung, einen journalistischen Scoop landen und über die Rückkehr desjenigen Mannes nach Belgrad berichten zu können, der den derzeitigen Aufstand in Jugoslawien anführen könnte, heftet sich Mabel an Czinners Fersen und besteigt ebenfalls den Zug. Sie konfrontiert Czinner mit ihren Nachforschungen, doch der behauptet, er sei in Wirklichkeit ein britischer Lehrer auf Urlaubsreise.
Der wohlhabende Mitreisende Carlton Myatt, dessen Abteil im Rahmen der Notfallmaßnahme nun von Coral mitbelegt wird, zeigt anfänglich kein Mitgefühl für den Zustand der ausgehungerten Coral. Czinner sagt ihm daraufhin seine Meinung, woraufhin Myatt Coral zum Mittagessen einlädt und ihr erlaubt, auch weiterhin sein Abteil zu belegen. Am Bahnhof in Wien angekommen, hat Mabel einen Brief Czinners, der dessen wahre Identität bestätigt, gestohlen. Ihr wurde wiederum von einem gewissen Josef Grunlich ihre Geldbörse gestohlen, der das Czinner-Schreiben enthielt. Josef läuft zu einer Frau namens Anna, die gerade auf ihren Geliebten Anton, den Zugleiter, wartet. Josef flirtet mit Anna, und während sie im Schlafzimmer auf ihn wartet, versucht er, ihren Tresor zu öffnen. Als Anton den Raum betritt und den mutmaßlichen Nebenbuhler entdeckt, erschießt Grunlich ihn. Josef kauft eine Fahrkarte für den Orient Express bis zur Endstation in Konstantinopel. Mabel kann nicht mehr mit dem Zug weiterfahren, denn ihre Fahrkarte befindet sich in der Geldbörse, die Grunlich geklaut hatte.
Als der Zug im ungarischen Kelebia hält, beobachten die Mitreisenden eine Hochzeit auf den Straßen. Braut und Bräutigam besteigen den Zug und setzten dort die Hochzeitsfeierlichkeiten fort. Carlton Myatt, der sich nun im Abteil neben Coral einquartiert hat, ist derart schockverliebt in die junge Tänzerin, dass er ihr einen Heiratsantrag macht und sie dazu drängt, in Konstantinopel den auf sie wartenden Job nicht anzunehmen. Der Dieb und Mörder Josef beginnt währenddessen auf der Fahrt eine Affäre mit Mabels Freundin Janet Pardoe, und auch die beiden feiern im Zug ihre Verlobung. An der Grenze zu Jugoslawien, wo in der Zwischenzeit das Kriegsrecht ausgerufen wurde, verlässt Dr. Czinner den Zug. Als er aber sieht, wie sich Soldaten nähern, übergibt er Coral einen Brief, den sie bei der nächsten Post aufgeben soll, sollte er verhaftet werden. Beide werden von Soldaten abgeführt und in einer Baracke untergebracht. Jeder der Zugreisenden wird von den jugoslawischen Grenzern gründlich durchsucht. Als Grunlich an der Reihe ist, entdeckt man eine versteckte Schusswaffe bei ihm, und auch er wird verhaftet.
Josef wird wegen dieses minder schweren Delikt nur zu einem Monat Gefängnis verurteilt, Coral muss einen Tag absitzen. Czinner, der mit ihr in derselben Zelle sitzt, soll in drei Stunden hingerichtet werden. Grunlich meint, dass er das Türschloss aufbrechen könne und plant, mit Czinner zu fliehen. Der Freiheitskämpfer und Arzt Czinner rät Coral dringend, zu bleiben, da sie ja sowieso in ein paar Stunden wieder auf freien Fuß kommen werde. Währenddessen verlässt Carlton, dessen Portemonnaie und darüber hinaus sogar der Reisepass Langfinger Grunlich ebenfalls gestohlen hat, den Zug. Myatt macht sich auf den Weg, um nach Coral zu suchen. Nachdem Josef das Schloss öffnen konnte, zwingt er auch Coral, mit ihm und Czinner zu türmen. Sie und der Arzt laufen durch den Nebel und kriechen über einen Zaun. Josef bleibt zurück und lügt den eintreffenden Soldaten vor, dass die beiden entkommen seien und er sich jedoch geweigert habe, sich ihnen anzuschließen, da er ein gesetzestreuer Bürger sei. Die Soldaten jagen den beiden Flüchtenden hinterher, aber Carlton sieht sie, und sie entkommen in demjenigen Auto, das er kurzfristig angemietet hat. Der schurkische Josef wird von den Soldaten füsiliert. Czinner setzt sich ab und wird sich seinen Revoluzzerfreunden anschließen, während Carlton und Coral Hand in Hand einer gemeinsamen Zukunft entgegensehen.

## Produktionsnotizen
Orient Express entstand zwischen Mitte September und Ende Oktober 1933 in Hollywood und wurde am 12. Januar 1934 uraufgeführt. Eine deutsche Premiere gab es nicht.
Winfield R. Sheehan übernahm die Herstellungsleitung, Duncan Cramer schuf die Filmbauten.

## Wissenswertes
Als Lilian Harvey zum Jahresbeginn 1933 nach Hollywood reiste, um dort einem Filmvertrag nachzukommen, reiste ihr damaliger Lebensgefährte Paul Martin mit. Harvey versuchte, Martin als ihren Regisseur auch bei ihrem kommenden US-Film durchzusetzen – jedoch ohne Erfolg. Stattdessen überließ man Martin die Regie zu Orient Express. Nachdem dieser Billigfilm floppte, blieb Martin in Hollywood arbeitslos, und er konnte erst wieder nach der Heimreise mit Harvey nach Deutschland seine Filmkarriere fortsetzen.

## Rezeption
Der Film fand schlechte bis vernichtende Kritiken.
Vorlagenautor Graham Greene schimpfte 1936 selbst in seinem Buch Journey Without Maps: „Es war ein schlechter Film, einer der schlimmsten, die ich je gesehen habe; die Regie war inkompetent, die Kameraarbeit nicht bemerkenswert, die Geschichte sentimental. Wenn es irgendeine Wahrheit im Original gab, war sie sorgfältig verändert worden, wenn etwas unverändert blieb, dann weil ... es billig und banal genug war, um in den billigen und banalen Film zu passen.“

„Einfach zuviel Inhalt auf einmal; Zuhörer könnten bis zur Stille eingelullt werden angesichts der frühen, unaufregenden Action.“

Halliwell‘s Film Guide erinnerte, daran, dass es sich bei diesem Film um ein nur „moderat erfolgreiches Multi-Drama in der Folge von Menschen im Hotel“ handele.